# Centrapalus africanus
Centrapalus es un género monotípico de plantas fanerógamas perteneciente a la familia de las asteráceas. Su única especie, Centrapalus africanus, es originaria de Sudáfrica.

## Taxonomía
Centrapalus africanus fue descrita por Cass. y publicado en Proc. Biol. Soc. Washington 112(1): 236 (1999).
sinonimia
- Vernonella africana Sond.	basónimo[2]